# Lipno (Lipnowski)
Lipno (polsk udtale: [ˈlʲipnɔ]; tysk: Leipe) er en by i det nordlige Polen i voivodskabet Kujawsko-pomorskie og har 13.752(2021) indbyggere, og et areal på 10.99 km². Den er administrationsby i powiat powiat Lipno (amt), omkring 40 km sydøst for Toruń.

## Historie
Lipno daterer sig tilbage til middelalderen, da det var en del af Piast-slægten der regerede Kongedømmet Polen 1025-1385. I 1349 blev det givet byrettigheder.

## Galleri
- Himmelfartskirken
- Postkontor
- Mindesmærke på stedet for en tysk offentlig henrettelse af 10 polakker i 1940
- Mindesmærke for anden verdenskrig
- Mindeplade for major Zygmunt Uzarowicz fra før krigen
- Retsbygning for distriktsretten